# André Schott

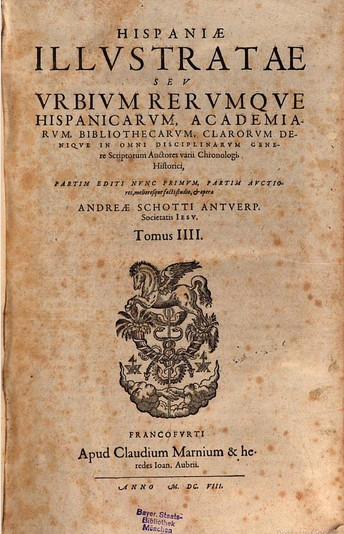
Tomo IV de la Hispania illustrata

André Schott, latinizado como Andreas Schottus e hispanizado como Andrés Escoto (Amberes, 12 de septiembre de 1552 - íb., 23 de enero de 1629), fue un sacerdote jesuita del ducado de Brabante, lingüista, humanista, traductor, editor y escritor de renombre.

## Biografía
Nacido en una distinguida familia católica antes del estallido de los conflictos político-religiosos de los Países Bajos, estudió en el Collegium Trilingue de Lovaina, donde fue alumno del latinista Cornelius Valerius, estudió filosofía y obtuvo una maestría en Artes en 1573. Pero las enemistades político-religiosas o, en suma, la guerra, le hicieron abandonar la ciudad en 1576 y marchar a Douai, para al fin instalarse en París, donde amistó con los humanistas Augier Ghislain de Busbecq, Isaac Casaubon y Joseph Justus Scaliger y adquirió fama por su edición de Aurelio Víctor. Marchó a España en 1579 y enseñó griego en Toledo (1580-1583), donde entró en contacto con los eruditos jesuitas Juan de Mariana y Pedro de Ribadeneyra y otros importantes personajes, y en Zaragoza (1583-1586), aprovechando para buscar manuscritos griegos por Salamanca, donde conoció a fray Luis de León, y para acumular materiales historiográficos para sus futuras Hispaniae ilustratae, especie de enciclopedia de historia de España dirigida a Baltasar de Zúñiga. Fue ordenado sacerdote el 17 de abril de 1584 y, al ser ocupada su natal Amberes por Alejandro Farnesio en 1585, ingresó en la Compañía de Jesús en 1586 para cumplir un voto que había prometido; hizo su noviciado en Zaragoza hasta 1588 y completó su formación teológica en Valencia; enseguida fue nombrado profesor de Teología en el colegio jesuita de Gandía (1590-1593), pero en 1593 fue llamado a Roma por el General de los jesuitas Claudio Acquaviva para suceder a Francesco Benci, recientemente fallecido, y enseñar retórica en el Collegio Romano (1594-1597).
En 1597 volvió a Amberes y allí permaneció hasta el fin de su vida. Y se añadió a un grupo de escritores y eruditos jesuitas dirigido por Charles Scrivani. Mantuvo correspondencia con Abraham Ortelius, Isaac Casaubon y Hugo Grocio, y se relacionó con Martín del Río, Cristóbal Plantino y Théodore Poelman, aunque estuvo especialmente ligado al humanista Justo Lipsio. Falleció en Amberes en 1629.
Sus obras y escritos reflejan su interés por la filología, la numismática y la literatura, pero especialmente por la historia de la antigüedad clásica y la Iglesia. Además de un estudio sobre la vida de los emperadores romanos, publicó un tratado sobre el estilo ciceroniano, pues defendía la imitatio ciceroniana sobre la ecléctica. Con su "Lista de proverbios griegos" intentó sintetizar la sabiduría de la antigua Grecia. También contribuyó a la patrología con una nueva edición de las Cartas de San Jerónimo de Estridón, que incluye 600 inéditas, así como de San Isidoro de Pelusio. Sus traducciones al latín, a menudo rápidas, fueron criticadas a veces por un contemporáneo, el erudito Jacques Sirmond.
Es uno de los que contribuyeron a la voluminosa Hispania illustrata y también es autor de Hispaniae Bibliothecae, una enciclopedia de escritores, clérigos, academias y genealogías de los reinos de España. También tradujo al latín las biografías de los jesuitas de la primera generación (San Francisco de Borja, Alfonso Salmerón, Diego Laínez), compuestas en castellano por el también jesuita Pedro de Ribadeneyra.
Trabajador infatigable de una vasta erudición, Schott produjo mucho, pero a menudo ignorando las críticas que se le hicieron. Como humanista cristiano convencido, creía que el trabajo literario era una forma de glorificar a Dios.

## Obras

### Como autor
- De vita et moribus imperatorum romanorum, Amberes, 1579.
- Vitae comparatae Aristotelis ac Demosthenis, Augsburgo, 1603.
- Tullianarum quaestionum de instauranda Ciceronis imitatione libri IIII, Amberes, Plantino, 1610.
- B. Hieronymi epistolarum selectarum libri tres, Tournai, 1610.
- Adagia sive Proverbia Graecorum, Amberes, 1612.
- Annotationum Spicilegium
- Adagia sacra Novi Testamenti, 1612.
- Tabulae rei nummariae romanorum græcorumque ad Belgicam, Gallicam, Hispanicam & Italicam monetam revocatæ. In historia, veterumque scriptis per-necessaria, ex Gul. Budaeo, Agricola et Ciacconio, Antverpiæ. Apud Gerardum Wolsschatium, 1616.
- S. Isidori Pelusiotae epistolae hactenus ineditae, Amberes, 1623.
- Adagialia sacra Novi Testamenti, Amberes, 1629.
- Observationum Humanarum libri V, Hanoviae, 1615.
- Nodi Ciceroniani variorumq. libris IV enodati, Amberes, Martín Nucio, 1612.
- De bono silentii religiosorvm et saecvlarivm libri II; [S.l.], [s.n.], 1619.

### Como editor
- Sex. Aurelii Victoris Historiae Romanae Breviarium, Heidelberg, 1596.
- Origo gentis romanae (Plantin, 1579) manuscrito que formaba parte de la colección del humanista Theodore Poelmann, impreso con De Viris illustribus Urbis Romae, De Caesaribus, De Vita et Mortis Imperatorum Romanorum[5]
- De situ orbis spicelegio auctus de Pomponio Mela (Amberes, 1582)
- Hispaniae illustratae seu urbium rerumque Hispanicarum, academiarum, bibliothecarum, clarorum denique in omni disciplinarum genere scriptorum auctores varii chronologi. Partim editi nunc primum, partim auctiores melioresque facti studio, & opera Andreae Schotti Antverp. societatis Jesu, 3 vol., Fráncfort, 1603-1608.
- Tabulae rei nummariae Romanorum Graecorumque (1605)
- Séneca el Retor (1607)
- Commentarius in Aemilium Probum (1609) comentario sobre Emilio Probo
- Photii bibliotheca graeco-latina (1611)
- Proverbios de Diógenes (1612)
- Crestomatía de Proclus (1615)
- In Ciceronem Annotationes: Quibus lectiora eiusdem carmina accedunt de Carolus Langus (Carl Lange)
- Antonii Augustini,... Antiquitatum Romanarum Hispanarumque in Nummis Veterum Dialogi XI, latine redditi, ab Andrea Schotto... Cujus accessit duodecimus. De prisca religione, Diisque gentium ; seorsim editae nomismatum icones a Jacobo Biaeo aeri graphice incisae, Antverpiae : Apud Henricum Aertssium, 1617.

### Como traductor
- Vita Francisci Borgiae, tertii Societatis Jesu generalis a P. Ribadeneira hispanice scripta ; latine vero ab And. Schotto,... Accesserunt nunc primum pia opuscula Francisci Borgiae Antverpiae, typographeio Ioach. Trognaesi, 1598 necnon Moguntiae : excudebat B. Lippius, 1603.
- Vita P. Jacobi Laynis secundi Societatis Jesu generalis, Alphonsi item Salmeronis unius in primis decem sociis, a P. Ribadeneira hispanice scripta; latine vero ab And. Schotto... Coloniae Agrippinae : sumptibus Arnoldi Mylii Birkmanni, 1604.